# Анрі Павіяр
Анрі Павіяр (фр. Henri Pavillard, 15 серпня 1905, Сен-Мало — 29 січня 1978, Париж) — французький футболіст, що грав на позиції нападника. Виступав у складі паризького клуба «Стад Франсе», а також національної збірної Франції.
Учасник Олімпійських ігор. Чемпіон Франції.

## Титули і досягнення
- Чемпіон Франції: (1):

«Стад Франсе»: 1928
- Переможець Чемпіонату Парижу (1):

«Стад Франсе»: 1928
| Дата       | Місто        | Господарі | Результат | Гості          | Турнір            | Голи | Примітки        |
| ---------- | ------------ | --------- | --------- | -------------- | ----------------- | ---- | --------------- |
| 29/04/1928 | Париж        | Франція   | 1 – 1     | Португалія     | товариський матч  | -    |                 |
| 13/05/1928 | Коломб       | Франція   | 0 – 2     | Чехословаччина | товариський матч  | -    |                 |
| 17/05/1928 | Париж        | Франція   | 1 – 5     | Англія         | товариський матч  | -    |                 |
| 29/05/1928 | Амстердам    | Франція   | 3 – 4     | Італія         | ОІ 1928 - 1 раунд | -    |                 |
| 26/05/1929 | Рокур (Льєж) | Бельгія   | 4 – 1     | Франція        | товариський матч  | -    |                 |
| 23/03/1930 | Коломб       | Франція   | 3 – 3     | Швейцарія      | товариський матч  | -    |                 |
| 13/04/1930 | Коломб       | Франція   | 1 – 6     | Бельгія        | товариський матч  | -    |                 |
| 11/05/1930 | Коломб       | Франція   | 2 – 3     | Чехословаччина | товариський матч  | -    |                 |
| 18/05/1930 | Коломб       | Франція   | 0 – 2     | Шотландія      | товариський матч  | -    | Капітан команди |
| 25/05/1930 | Угре         | Бельгія   | 1 – 2     | Франція        | товариський матч  | -    | Капітан команди |
| 07/12/1930 | Монруж       | Франція   | 2 – 2     | Бельгія        | товариський матч  | -    | Капітан команди |
| 25/01/1931 | Болонья      | Італія    | 5 – 0     | Франція        | товариський матч  | -    | Капітан команди |
| 15/02/1931 | Коломб       | Франція   | 1 – 2     | Чехословаччина | товариський матч  | -    |                 |
| 01/05/1932 | Брюссель     | Бельгія   | 5 – 2     | Франція        | товариський матч  | 1    |                 |
| Усього     |              | Матчів    | 14        |                | Голів             | 1    |                 |